# Reed Birney
Reed Birney (Alexandria, Virginia, 11 de septiembre de 1954) es un actor estadounidense. Ha trabajado tanto en Broadway como en el Off-Broadway. En 2016, Birney ganó un premio Tony por su actuación en la obra The Humans. También ha ganado tres premios Obie y cuatro premios Drama Desk a lo largo de su carrera.

## Carrera profesional
Birney asistió a la Facultad de Bellas Artes de la Universidad de Boston durante dos años. Después de mudarse a la ciudad de Nueva York, asistió a clases patrocinadas por la Academia Nacional de Artes y Ciencias de la Televisión.
Birney apareció en Off-Broadway en Playwrights Horizons en Gemini (1976) de Albert Innaurato. Ha aparecido en muchas obras Off-Broadway desde entonces, incluyendo Bug (2004) y Circle Mirror Transformation (2009).
Ha actuado en Broadway en Casa Valentina (2014) y The Humans. Apareció en la adaptación de Annie Baker de Uncle Vanya en el Soho Rep, 2012. Charles Isherwood en su reseña para The New York Times escribió: "El indispensable Reed Birney es un Vanya tan vitalmente conmovedor como nunca lo he visto..." Fue nominado para el Premio Drama Desk, como Mejor Actor en una Obra, por Uncle Vanya.
Ganó el Premio Tony 2016 a Mejor Actuación de un Actor en un Papel Destacado en una Obra, por The Humans; el Premio Drama Desk 2014 a Mejor Actor de Reparto en una Obra, por Casa Valentina ; y el Premio Obie de 2010 por Circle Mirror Transformation. Recibió un premio Special Drama Desk Award en 2011, en honor a su carrera.
Apareció en Off-Broadway en la obra de Tracy Letts, Man from Nebraska, que se estrenó en enero de 2017 en el Second Stage Theatre. De mayo a octubre de 2017, interpretó a O'Brien en la producción de Broadway 1984 en el Teatro Hudson.
Sus actuaciones en televisión incluyen a Matthew Lester en Kane & Abel, Mr. Prescott en Gossip Girl, Donald Blythe en la serie de Netflix House of Cards, Tom Connolly en The Blacklist y Dr. Adamson en Titans. Recientemente ha aparecido en la adaptación de Hulu deThe Handmaid's Tale de Margaret Atwood como el teniente Stans.
Sus papeles cinematográficos incluyeron a Louie en Four Friends (1981), el príncipe mercader en A Perfect Murder (1998), el gobernador Willis en Morning Glory (2010), J. Whitman en The 40-Year-Old Version, Julius en The Hunt (ambos de 2020), Peter Bloom en Strawberry Mansion y Richard en Mass (ambos de 2021).
Birney es Profesor Asistente Adjunto en la Universidad de Columbia.

## Vida personal
Está casado con la actriz Constance Shulman, que aparece en Orange is the New Black y tienen dos hijos juntos. Su hija Gus Birney también es actriz, al igual que su hijo, Ephraim.

## Filmografía

### Películas
| Año  | Título                       | Rol                  | Notas         |
| ---- | ---------------------------- | -------------------- | ------------- |
| 1976 | Not a Pretty Picture         | Fred                 |               |
| 1981 | Cuatro amigos                | Louie                |               |
| 1985 | Ola de delincuencia          | Vic Ajax             |               |
| 1998 | A Perfect Murder             | Príncipe Mercader #1 |               |
| 2003 | Chicas de la zona alta       | Ejecutivo            |               |
| 2007 | Los diez                     | Jim Stansel          |               |
| 2008 | Cambiante                    | Alcalde Cryer        |               |
| 2010 | Twelve Thirty                | Martin               |               |
| 2010 | Gloria de la mañana          | Gobernador Willis    |               |
| 2012 | Girl Most Likely             | Dr. Chalmers         |               |
| 2013 | Molly's Theory of Relativity | Aser                 |               |
| 2013 | Mundo adulto                 | Todd                 |               |
| 2014 | En tus ojos                  | Dr. Maynard          |               |
| 2015 | Jackrabbit                   | Paul Bateson         |               |
| 2015 | Lost Girls                   | Richard              |               |
| 2020 | The Forty-Year-Old Version   | J.Whitman            |               |
| 2020 | Niñas perdidas               | Pedro Hackett        |               |
| 2020 | La caza                      | Julius "Pop"         |               |
| 2021 | Strawberry Mansion           | Peter Bloom          |               |
| 2021 | Masa                         | Richard              |               |
| 2022 | The Menu                     | Richard              | Posproducción |

### Televisión
| Year      | Title                                | Role                         | Notes                                                         |
| --------- | ------------------------------------ | ---------------------------- | ------------------------------------------------------------- |
| 1979      | Eight Is Enough                      | Steven                       | Episodio: "Mary, He's Married"                                |
| 1981      | Nurse                                |                              | Episodio: "Margin for Error"                                  |
| 1983      | 3-2-1 Contact                        | Wenfield                     | Episodio: "Flight: Flying Animals"                            |
| 1985      | Kane & Abel                          | Matthew Lester               | 2 episodios                                                   |
| 1987      | Beverly Hills Buntz                  | Larry Fielding               | Episodio: "Sid and Randy"                                     |
| 1990      | Tales from the Crypt                 | Paul                         | Episodio: "Mute Witness to Murder"                            |
| 1992–2010 | Law & Order                          | Various                      | 3 episodios                                                   |
| 1994      | Another World                        | Walter Trask                 | 3 episodios                                                   |
| 1994      | American Masters                     | Actor                        | Episodio: "Tennessee Williams: Orpheus of the American Stage" |
| 1998      | From the Earth to the Moon           | John Houbolt                 | Episodio: "Spider"                                            |
| 2000      | Law & Order: Special Victims Unit    | Harry Waters                 | Episodio: "Chat Room"                                         |
| 2002      | The Education of Max Bickford        | Todd                         | Episodio: "Money Changes Everything"                          |
| 2002      | Ed                                   | Mr. Walzer                   | Episodio: "Human Nature"                                      |
| 2002–2005 | Law & Order: Criminal Intent         | A.D.A. Stillman / Fred Martz | 2 episodios                                                   |
| 2003      | Queens Supreme                       |                              | Episodio: "The Eyes Have It"                                  |
| 2006      | Kidnapped                            | Mancini                      | Episodio: "Number One with a Bullet"                          |
| 2007–2009 | Gossip Girl                          | Mr. Prescott                 | 4 episodios                                                   |
| 2008      | Wainy Days                           | Charlie Rose                 | Episodio: "Jonah and the Manilow"                             |
| 2009      | Kings                                | Minister Forsythe            | 5 episodios                                                   |
| 2010      | My Generation                        | Michael Foster               | 2 episodios                                                   |
| 2012      | The Good Wife                        | Lee Tripke                   | Episodio: "Battle of the Proxies"                             |
| 2013–2017 | House of Cards                       | Donald Blythe                | 17 episodios                                                  |
| 2014      | Blue Bloods                          | Burden Maxwell               | Episodio: "Manhattan Queens"                                  |
| 2014      | Girls                                | Peter                        | Episodio: "I Saw You"                                         |
| 2014–2015 | The Blacklist                        | Tom Connolly                 | 9 episodios                                                   |
| 2015      | American Odyssey                     | Senador Darnell              | 3 episodios                                                   |
| 2017      | Madam Secretary                      | Roland Hobbs                 | Episodio: "Gift Horse"                                        |
| 2017      | The Immortal Life of Henrietta Lacks | Dr. George Gey               | Película para televisión                                      |
| 2018      | Chicago Med                          | Greg                         | Episode: "Best Laid Plans"                                    |
| 2018      | The Americans                        | Patrick McCleesh             | 2 episodios                                                   |
| 2018      | Titans                               | Dr. Adamson                  | 5 episodios                                                   |
| 2019      | A Million Little Things              | Eugene Bloon                 | Episodio: "The Day Before..."                                 |
| 2019      | High Maintenance                     | Leonard                      | Episodio: "Cruise"                                            |
| 2019      | Bull                                 | Judge Humphrey               | Episodio: "Imminent Danger"                                   |
| 2020–2021 | Home Before Dark                     | Sylvester Lisko              | 18 episodios                                                  |
| 2021      | The Handmaid's Tale                  | Lieutenant Stans             | Episodio: "The Crossing"                                      |
| 2021      | Evil                                 | Father Thunderland           | Episodio: "I Is for IRS"                                      |
| 2021      | Succession                           | Dave Boyer                   | Episodio: "What It Takes"                                     |